# Trichoplexia
Trichoplexia is een geslacht van vlinders van de familie uilen (Noctuidae), uit de onderfamilie Hadeninae.

## Soorten
- T. exornata Möschler, 1860
- T. virguncula Smith, 1899